# Yellow River (sång)
Yellow River är en poplåt från 1970, känd genom musikgruppen Christie. Låten är skriven av gruppens ledare Jeff Christie, och den erbjöds först till The Tremeloes som också spelade in den 1970. Den var tänkt som uppföljare till deras framgångsrika singel "Call Me Number One", men de valde istället att ge ut sin egen låt "By the Way" utan större framgång.
Producenten Mike Smith erbjöd då Jeff Christie själv att spela in sång till den redan inspelade låten, och denna version utgavs i april 1970. Låten kom att bli en internationell hit, och är den låt gruppen förknippas starkast med.

## Listplaceringar
| Lista (1970)   | Position               |
| -------------- | ---------------------- |
| Australien     | 1 (Go Set)             |
| Belgien        | 1                      |
| Finland        | 1                      |
| Frankrike      | 7                      |
| Irland         | 1                      |
| Kanada         | 33                     |
| Nederländerna  | 4                      |
| Norge          | 1                      |
| Nya Zeeland    | 2 (NZ Listner)         |
| Schweiz        | 4                      |
| Spanien        | 1                      |
| Storbritannien | 1                      |
| Sverige        | 4 (Kvällstoppen)       |
| Sverige        | 2 (Tio i topp)         |
| USA            | 23 (Billboard Hot 100) |
| Västtyskland   | 2                      |
| Österrike      | 2                      |